# Zwarte borstelspinnendoder
De zwarte borstelspinnendoder (Anoplius nigerrimus) is een vliesvleugelig insect uit de familie van de spinnendoders (Pompilidae). De wetenschappelijke naam van de soort is voor het eerst geldig gepubliceerd in 1763 door Scopoli.